# Armentières-sur-Avre

Armentières-sur-Avre este o comună în departamentul Eure, Franța. În 1 ianuarie 2022 avea o populație de 161 de locuitori.